# سازمان گسترش و نوسازی صنایع ایران
سازمان گسترش و نوسازی صنایع ایران (مخفف انگلیسی: IDRO) سازمان دولتی ایرانی است، که در زمینه سرمایه‌گذاری و مدیریت بر حوزه‌های انرژی، شیمیایی، بازرگانی، خودروسازی، کشاورزی، کشتی‌سازی و راه‌آهن فعالیت می‌نماید.
سازمان ایدرو در تیرماه ۱۳۴۶توسط رضا نیازمند تأسیس شد. این سازمان برای گسترش و نوسازی صنایع کشور در جهت رقابت‌پذیری در عرصهٔ جهانی از راه فراهم‌آوردن ملزومات توسعهٔ صنعتی، با هدف تأمین منافع ذی‌نفعان تشکیل شده‌است. رئیس این سازمان از مهر ۱۴۰۳ فرشاد مقیمی است.

## رویکردهای ایدرو در دوره‌های فعالیت
دوره اول (1356-1346): ایجاد صنایع بزرگ و مادر و تحرک صنایع وابسته به آن‌ها شامل طیف وسیعی از صنایع مانند: ماشین‌آلات کشاورزی، دریایی، تجهیزات نفت، گاز و پتروشیمی، تولید انرژی و نیروگاه‌ها. برخی از‌مهم‌ترین این فعالیت‌ها عبارتند از:تأسیس شرکت‌های ماشین‌سازی اراک، ماشین‌سازی تبریز، ‌تراکتورسازی تبریز، آلومینیوم ایران (ایرالکو)، هپکو، کشتی‌سازی خلیج‌فارس، کشتی‌سازی اروندان، واگن پارس، موتوژن و پمپیران؛
دوره دوم (1366-1357): اداره بخش مهمی‌از صنایع سنگین، مادر و ملی در دهه نخست استقرار جمهوری اسلامی‌ایران و همچنین پشتیبانی صنعتی از دفاع مقدس از طریق تشکیل ستاد مرکزی در سازمان و استفاده از ظرفیت‌های ‌شرکت‌های صنعتی زیرمجموعه جهت پشتیبانی. توسعه هپکو و احداث صنایع آذرآب
دوره سوم (1376-1367): اجرای طرح‌های بزرگ صنعتی و ملی همچون: پالایشگاه‌های نفت،گاز و پتروشیمی ‌و احداث نیروگاه، ادغام ‌شرکت‌های خودروسازی در قالب دو شرکت بزرگ ایران خودرو و سایپا و قرار دادن این صنعت در مسیر توسعه، همچنین اجرای طرح‌های مهم صنعتی معروف به ده طرح شامل صنایع تجهیزات نفت، مجتمع صنعتی اسفراین، ماشین‌های الکتریکی جوین، پمپ و توربین، دیزل سنگین ایران
دوره چهارم (1386-1377): طی این دهه با ممنوعیت قانونی اجرای طرح‌های دولتی، سازمان، بیشترین تمرکز خود را بر سرمایه‌گذاری مشارکتی در اجرای طرح‌های صنعتی صرف نمود. ضمن اینکه به‌عنوان پیشرو در اجرای پروژه‌های بزرگ، به‌عنوان پیمانکاری عمومی‌در پروژه‌های پارس جنوبی (فازهای 1، 6، 7، 8، 17 و 18) حضور پیدا کرد تا ضمن توسعه ظرفیت‌هاو دانش اجرای پروژه‌های بزرگ، بخش مهمی‌از توان کشور و علی‌الخصوص ‌شرکت‌های تجهیزات‌ساز و مهندسی زیرمجموعه را برای توسعه توان مهندسی و ساخت داخل به‌کار گیرد. ضمن اینکه در این دهه برنامه توسعه صنعت خودرو و قطعه‌سازی کشور طراحی و اجرا گردید؛
دوره پنجم (۱۳۹۴ - ۱۳۸۷): با تصویب و اجرای قانون اجرای سیاست‌های کلی اصل (44) قانون اساسی، واگذاری بخش مهمی‌از ‌شرکت‌های زیرمجموعه سازمان توسط سازمان خصوصی‌سازی صورت پذیرفت. این در حالیست که بر اساس ماده (29) قانون فوق، منابع حاصل از فروش سهام شرکت‌های دولتی به خزانه واریز و به مصارف متعددی می‌رسد. به‌طور طبیعی حتی اگر در هر سال، بخشی از این منابع به شرکت‌های مادرتخصصی عودت داده شود، بعد از مدت کوتاهی، ‌شرکت‌های مادرتخصصی به تدریج تمام دارایی‌های خود را از دست خواهند داد. در سال‌های بعد از ابلاغ قانون فوق تا پایان سال ۱۳۹۹، کلا رقمی‌بالغ بر ۸۷،۸۳۳ میلیارد ریال از سهام شرکت‌های وابسته و تابعه ایدرو فروخته شده ‌است که واگذاری مبلغ ۲۲،۱۱۸ میلیارد ریال آن قبل از ابلاغ تبصره (7) ذیل بند (الف) ماده (3) صورت گرفته و در مقابل آن صرفاً 2،۱۸۴ میلیارد ریال (از محل بندهای ذیل ماده (29)) در اختیار این سازمان قرار گرفته‌است (معادل ۲.۵ درصد). باقی مبلغ واگذاری به میزان ۶۵،۷۱۵ میلیارد ریال (شامل ۵۸.۳۵۴ میلیارد ریال بابت رد دیون دولت) پس از ابلاغ تبصره (7) صورت گرفته که اصولاً بایستی مطابق نص صریح قانون، 70% آن بدون هیچ‌گونه قید و شرطی به این سازمان توسعه‌ای پرداخت می‌شد.در این دوره ضمن تداوم اجرای پروژه‌های بزرگ ملی در بخش‌های نفت و گاز (فازهای پارس جنوبی) و حمل‌و‌نقل، بخشی از مأموریت ایدرو طبق قانون فوق‌الذکر بر توسعه مناطق کمتر توسعه یافته و توسعه صنایع پیشرفته متمرکز شد.
دوره ششم (۱۳۹۵ تاکنون): شروع این‌دوره همزمان با ابلاغ سیاست‌های کلی اقتصاد مقاومتی از سوی مقام معظم رهبری و قرار گرفتن در دوره پسابرجام و فرصت‌های ناشی از آن و انقلاب صنعتی چهارم بود.

## شرکت‌های سازمان[۴]
- ایران خودرو
- سایپا
- پیمانکاری عمومی گسترش انرژی نوین
- پژوهشکده میکروالکترونیک ایران
- توربین توان گستر ایرانیان (ایتکو)
- توسعه صنایع نفت و گاز گسترش ایرانیان
- دانش بافت البرز
- سازمان مدیریت صنعتی
- غشا گستر دالاهو
- کاغذ و اسکناس پاکستان (SEPL)
- ماشین‌سازی تبریز
- گسترش کاتالیست ایرانیان
- گسترش صنایع بلوچ
- گسترش سوخت سبز زاگرس
- گسترش الیاف شیشه مرند
- لاستیک نیکرو گسترش
- لوله گستر اسفراین
- مجتمع صنعتی اسفراین(EICO)
- مجتمع کشتی‌سازی و صنایع فراساحل ایران (ایزوایکو)
- مدیریت طرح‌های صنعتی ایران (IPMI)
- مرکز گسترش فناوری اطلاعات (مگفا)

## مدیران ارشد
رئیس کنونی هیئت عامل ایدرو از مهر ۱۴۰۳ فرشاد مقیمی است. 
پیش از این ریاست این سازمان را بابک احمدی، علی نبوی، محسن صالحی‌نیا،محمدباقر عالی ، منصور معظمی، سید رضا نوروززاده غلامرضا شافعی،سید مجید هدایت ، احمد قلعه‌بانی، مهدی مفیدی، رضا ویسه، اکبر ترکان ، سید ابوالحسن خاموشی، بهزاد نبوی،  محمد باقریان ،محسن سازگارا منوچهر صنیع پور و ..... بر عهده داشته‌اند.